# Acanthocreagris corcyraea
Acanthocreagris corcyraea är en spindeldjursart som beskrevs av Volker Mahnert 1976. Acanthocreagris corcyraea ingår i släktet Acanthocreagris och familjen helplåtklokrypare. Inga underarter finns listade i Catalogue of Life.